# نرجس كرزي
نبات النرجس الكرزي نوع نباتي يتبع جنس النرجس من الفصيلة النرجسية. ينمو النبات من بصلة شتوية مبكرة معمرة.

## الموئل والانتشار
الموطن الأصلي للنرجس الكرزي إسبانيا. النبات مهدد بالانقراض بسبب خسارة موئله.